# Yedisu
Yedisu (türkisch für Siebenwasser; früher: Çerme) ist eine Stadt und ein Landkreis im Norden der Provinz Bingöl in der Türkei.
Der gebirgige Landkreis ist der zweitkleinste der Provinz und grenzt im Norden an die Provinz Erzincan (Kreis Tercan), im Osten an die Provinz Erzurum (Kreis Çat) und im Westen an den Provinz Tunceli (Kreis Pülümür). Die Südgrenze bilden die Kreise Kiğı, Adaklı und Karlıova. Der Kreis wird zumeist von Kurden bevölkert.
Berge der Region sind Çavuşlu Dağı im Osten, Şeytan Dağı (2906 m) im Süden, Bağır Dağı (3173 m) im Westen, Koşan Dağı (3078 m) im Norden.
Fast die Hälfte (48,5 %) der Landkreisbevölkerung wohnt in der Kreisstadt, die restliche Bevölkerung wohnt in 13 Dörfern (Köy). im Durchschnitt wohnen 109 Menschen in jedem Dorf. Das größte Dorf ist Elmalı mit 290 Einwohnern, das kleinste (Akımlı) wird von zwei Männern bewohnt und ist zugleich das kleinste in der Provinz Bingöl. Der Kreis hat die zweitniedrigste Bevölkerungsdichte der Provinz (6,7 Einw. je km²).

## Geschichte
In alten Aufzeichnungen von 1839 wird Yedisu als Çerme erwähnt. Bis 1926 gehörte es als Teil des Kreises Kiğı zur Provinz Erzincan, bevor es danach mit diesem Kreis in die neugegründete Provinz Bingöl wechselte (Gesetz Nr. 2885). 1970 wurde in Çerme ein Brunnen mit sieben Wasserhähnen gebaut, nach dem dann der Ort in Yedisu (dt.: Siebenwasser) umbenannt wurde. Der Landkreis Yedisu wurde am 20. Mai 1990 per Gesetz Nr. 3644 aus den 20 Dörfern des gleichnamigen Bucak gebildet.

## Bevölkerungsüberblick 1965 bis 2000
| Volkszählungsergebnisse         | 2000 | 1990 |
| ------------------------------- | ---- | ---- |
| Einwohner des Kreises Yedisu    | 3623 | 8694 |
| Einwohner der Kreisstadt Yedisu | 1973 | 2432 |

| Volkszählungsergebnisse    | 1985 | 1980 | 1975 | 1970 | 1965 |
| -------------------------- | ---- | ---- | ---- | ---- | ---- |
| Einwohner des Bucak Yedisu | 6953 | 7013 | 8133 | 7520 | 6760 |
| Einwohner der Stadt Yedisu | 2385 | 2412 | 2542 | 1424 | 705  |